# 수전 케어
수전 케어(Susan Kare, 1954년 2월 5일 ~ )는 미국의 예술가이자 그래픽 디자이너이다. 1983년부터 1986년까지 애플의 매킨토시 프로젝트에서 획기적인 업적을 남겼으며, 최초의 매킨토시 컴퓨터의 인터페이스 요소와 아이콘, 서체를 디자인했다.
스티브 잡스가 1985년 애플을 떠난 후 설립한 넥스트(NeXT)에서 10번째 직원이자 크리에이티브 디렉터로 일했다. 이후 마이크로소프트, IBM, 소니 픽처스, 페이스북, 핀터레스트의 디자인 컨설턴트로 활동했다. 2023년 현재는 나이앤틱 랩스에서 근무하고 있다.
의미성, 기억성, 명확성을 디자인의 핵심 원칙으로 삼는 케어는 픽셀 아트와 그래픽 컴퓨터 인터페이스의 선구자로서 현대 기술 분야에서 가장 영향력 있는 디자이너 중 한 명으로 평가받고 있다. 그의 작품들은 뉴욕 근대미술관을 비롯한 여러 주요 미술관에 소장되어 있으며, 2019년에는 쿠퍼 휴이트 국립 디자인 박물관으로부터 평생 공로상인 국립 디자인상을 수상했다.

## 초기 생애와 교육
케어는 뉴욕주 이타카에서 태어났다. 부친은 펜실베이니아 대학교 교수이자 미각과 후각 연구 시설인 모넬 화학 감각 센터의 소장이었다. 모친은 케어에게 구한자수를 가르쳤고, 케어는 그림, 회화, 공예 작업에 몰두했다. 그의 형제는 항공우주 기술자 조딘 케어였다. 1971년 해리턴 고등학교를 졸업했다. 1975년 마운트 홀리오크 칼리지에서 수학을 주제로 한 학부 논문으로 예술 학사 학위를 최우등으로 받았다. 1978년 뉴욕 대학교에서 "오노레 도미에와 클라스 올든버그의 특정 조각에서 나타나는 캐리커처의 사용"이라는 주제로 박사 논문을 쓰고 예술 석사와 박사 학위를 받았다. 그의 목표는 "순수 예술가나 교사가 되는 것"이었다.

## 경력

### 초기
수전 케어의 경력은 늘 순수 예술에 초점을 맞추고 있었다. 고등학교 시절 여러 차례 여름 방학 동안 프랭클린 협회에서 해리 루크스의 인턴으로 일하면서, "포토타이포지터로 암실에서 라벨용 활자 띠"를 사진 식자 작업하며 타이포그래피와 그래픽 디자인을 접했다. 미술학교를 다니지 않았기 때문에, 대학 시절 포스터와 브로셔 디자인, 연하장, 초대장 등 많은 무보수 그래픽 작업을 하면서 경험과 포트폴리오를 쌓았다. 박사 학위를 받은 후 샌프란시스코로 이주해 샌프란시스코 미술관(FAMSF)에서 조각가이자 때때로 큐레이터로 일했다. 후에 그는 "전업 예술가가 되는 것이 이상적인 삶이었지만 조각 작업은 너무 고독했다"고 회고했다.

### 애플

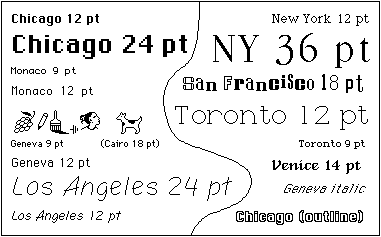
수전 케어가 1983~84년경 디자인한 맥 서체

1982년, 케어는 아칸소 박물관의 의뢰로 실물 크기의 멧돼지 조각상을 용접하고 있을 때 고등학교 친구인 앤디 허츠펠드로부터 전화를 받았다. 허츠펠드는 애플 II 컴퓨터를 교환 조건으로, 출시 예정인 매킨토시 컴퓨터를 위한 몇 가지 아이콘과 글꼴 요소를 손으로 그려줄 것을 요청했다. 하지만 케어는 컴퓨터 그래픽 경험이 전혀 없었고 "서체나 픽셀 아트를 디자인하는 방법을 전혀 몰랐기" 때문에 모자이크, 니들포인트, 점묘화 분야의 순수 미술 경험을 크게 활용했다. 허츠펠드는 팔로알토의 유니버시티 아트 상점에서 구할 수 있는 가장 작은 모눈종이로 된 2달러 50센트짜리 노트를 구해 소프트웨어 명령어와 응용 프로그램을 위한 32 × 32 픽셀 크기의 표현을 여러 개 만들어보라고 제안했다. 여기에는 "잘라내기" 명령을 위한 가위 아이콘, "붙여넣기"를 위한 손가락, 맥페인트를 위한 붓 아이콘이 포함되었다. 기간이 정해진 시간제 일자리에 실제로 합류하게 된 케어는 "완전히 미숙한" 상태로 면접에 임했지만, 자신의 관심사를 보여주기 위해 팔로알토 공공도서관에서 가져온 다양한 타이포그래피 서적과 함께 잘 준비된 노트를 가지고 갔다. 케어는 면접을 "완벽하게 통과"했고 1983년 1월에 사원번호 3978번을 받고 입사했다. 명함에는 "매킨토시 아티스트"라고 적혀 있었다.
매킨토시의 목표 시장에 속하는 컴퓨터 초보자로서, 케어는 예술 디자인에서 "마법 같은 도약"처럼 느껴지는 트위기 기반 매킨토시 프로토타입을 쉽게 이해했다. 애플 II보다 매킨토시를 선호했던 케어는 아이콘이나 글자 모양을 확대된 크기와 실제 크기로 동시에 보면서 실행 취소, 다시 실행, 반복할 수 있는 컴퓨터 화면의 디자인 능력에 놀라워하며 흥분했다. 그는 픽셀을 켜고 끄며 결과물을 키보드로 입력하기 위한 16진수 코드로 변환하는 빌 앳킨슨의 기존 기초적 그래픽 소프트웨어 도구와 응용 프로그램을 즉시 활용했다. 허츠펠드가 그를 위해 더 발전된 그래픽 도구를 작성했고, 케어가 주력 응용 프로그램인 맥페인트의 사용자 인터페이스를 개선하는 동시에 프로그래머들이 이를 주요 도구로 발전시켰다. 케어는 매킨토시의 정체성에 기여했으며 기계를 인간적이고 직관적으로 사용할 수 있으며 친근하고 매력적으로 만드는 방법을 고안했다.
초기 매킨토시 팀의 전염성 강한 문화와 전통에 케어의 유머러스한 성격은 필수적이었으며, 이것이 제품에도 녹아들었다. 케어는 아이콘용 표준 32 × 32 픽셀 흑백 해상도로 만든 직원들의 예상치 못하게 개성 있는 초상화로 숙련된 픽셀 아티스트와 엔지니어들을 놀라게 했다. 케어와 스티브 캡스는 무지개색 애플 로고 안대가 달린 해적기를 바느질했는데, 이는 "해군에 들어가는 것보다 해적이 되는 게 낫다"는 스티브 잡스의 철학을 받아들여 새로운 매킨토시 본부인 브랜들리 3의 출범을 기념하는 상징이 되었다. 다양하고 명확한 의사 표현을 하는 프로그래머 팀에서 유일한 그래픽 디자이너로 일하면서, 주로 허츠펠드의 요청을 받아 각 GUI 요소에 대한 합의 도출 피드백 과정을 위해 수많은 그래픽을 개발하는 데 며칠씩 시간을 보냈다. 잡스는 케어가 만든 주요 데스크톱 아이콘을 직접 승인했다. 케어는 1983년 매킨토시 출시 전 마케팅 캠페인에 잡지 촬영에 포즈를 취하고, 텔레비전 광고에 출연하고, 토크쇼에서 맥을 시연하는 등 적극적으로 참여했다.
단 1년 만에 케어는 1984년 1월에 출시된 최초의 매킨토시의 핵심 시각 디자인 언어를 디자인했다. 여기에는 원래의 마케팅 자료와 특허를 받은 것들을 포함한 많은 서체와 아이콘이 포함되었다. 하나의 온전한 플랫폼으로서, 이러한 디자인들은 매킨토시의 정체성과 애플의 그래픽 사용자 인터페이스(GUI) 컴퓨팅 개척을 위한 최초의 시각적 언어를 구성했다.
케어는 매킨토시의 전신인 리사에서 가져온 애플의 기존 아이콘과 데스크톱 메타포를 개선했는데, 여기에는 휴지통, 귀가 접힌 종이 아이콘, I-빔 커서가 포함되었다. 문서 아이콘을 해당 문서를 만든 응용 프로그램과 연결하는 방식도 고안했다. 올가미, 손잡이 도구, 페인트 통과 같은 팀의 GUI 요소들은 컴퓨팅의 보편적인 필수품이 되었다. 케어가 만든 독창적인 컬트 클래식 아이콘으로는 인쇄 대화 상자에서 볼 수 있는 도그카우 클라루스, 시스템 시작 시 사용자를 맞이하는 웃는 컴퓨터 모습의 해피 맥 아이콘, 애플 키보드의 커맨드 키 기호가 있다. 스티브 잡스의 캘리그래피에 대한 열정에 맞춰, 시카고와 제네바를 포함한 세계 최초의 가변폭 디지털 글꼴군과 고정폭 글꼴인 모나코를 디자인했다. 시카고는 케어의 첫 번째 서체로, 메뉴와 대화 상자에서 시스템 전반에 걸쳐 사용하기 위해 특별히 만들어졌다. 처음에는 엘리폰트라고 이름 붙였던 이 굵은 수직적 모양의 글꼴에서 케어는 각 글자가 필요한 만큼의 고유한 픽셀 너비를 가질 수 있는 가변 간격이라는 잡스의 아이디어를 구현했는데, 컴퓨터를 고정폭 타자기와 차별화하기 위한 것이었다. 카이로는 글자 형태의 아이콘 모음으로, "초기 이모지"와 비슷하게 그래픽을 텍스트에 직접 결합할 수 있게 했다.
케어는 "주요 맥 개발이 끝난 것처럼 보이던 시기에" 부서장 톰 수이터 밑에서 애플 크리에이티브 서비스의 크리에이티브 디렉터가 되었다.
《스미스소니언 매거진》은 케어의 획기적인 매킨토시 작업을 다음과 같이 요약했다. "모든 것을 올바르게 만들기 위해 수없이 많은 시간 동안 작업하고, 다시 작업하고, 또다시 작업해야 했던 새로운 제품 출시에서 엄청난 부담을 안고 치열하게 보냈던 시간이었다." 케어는 엔지니어들에게 직접 초기 소프트웨어가 어떻게 만들어지는지 배울 수 있었던 특권을 회상하며 이렇게 말했다. "그 프로젝트에서 일하는 것을 정말 좋아했어요. 소프트웨어 그룹에서 비기술직 인력으로 일할 수 있는 기회를 얻은 것이 너무나 행운이라고 늘 느꼈죠. 그렇게 창의적이고 유능하며 헌신적인 엔지니어들과 협업할 수 있다는 사실에 경외감을 느꼈어요. 지금은 그때보다 '일과 삶의 균형'이 좋아졌네요. :n)"

### 애플 이후
1986년, 케어는 스티브 잡스를 따라 애플을 떠나 넥스트(NeXT)의 크리에이티브 디렉터이자 10번째 직원으로 합류했다. 케어는 자신이 존경하는 디자이너 폴 랜드를 잡스에게 소개했고, 랜드의 단호한 정확성과 자신감에 감탄하며 넥스트의 로고와 브랜드 정체성을 디자인하도록 고용했다. 잡스의 까다로운 마지막 순간의 요구 사항에 맞춰 슬라이드쇼를 반복해서 만들었다.
"비트맵 작업으로 돌아가고 싶다"는 생각에 넥스트를 떠나 독립 디자이너가 되었고, 마이크로소프트, IBM, 소니 픽처스, 모토로라, 제너럴 매직, 인텔 등 그래픽 컴퓨팅 거대 기업들을 고객으로 확보했다. 마이크로소프트 프로젝트에는 윈도우 3.0의 솔리테어 게임용 카드 덱이 포함되어 있었는데, 초기 컴퓨터 사용자들에게 화면에서 객체를 드래그 앤 드롭하는 마우스 사용법을 가르쳐주었다. 1987년에는 등축 3D와 16색 디더링을 사용하여 "바로크" 스타일의 배경화면과 수많은 아이콘, 윈도우 3.0의 디자인 요소를 만들었다. 메모장과 여러 제어판용 아이콘 등 케어가 만든 많은 아이콘은 윈도우 XP 때까지 마이크로소프트에서 근본적으로 변경되지 않았다. IBM을 위해서는 OS/2용 핀스트라이프 등축 비트맵 아이콘과 디자인 요소를 제작했다. 제너럴 매직을 위해서는 매직 캡의 "장난스러운" 아버지의 사무실 데스크톱 만화를 만들었다. 1989년에는 수전 케어 LLP의 창립 파트너가 되었다. 이젤에서는 이전 매킨토시 팀의 많은 사람들과 재회하여 노틸러스 파일 관리자의 아이콘을 만들었고, 회사가 이 아이콘을 영구적으로 무료 사용할 수 있도록 대중에게 기부했다.
2003년에는 글램 미디어(현재의 모드 미디어)의 자문 위원회 위원이 되었다. 같은 해에 낸시 펠로시의 추천으로 미국 조폐국의 주화 디자인을 위한 시민 주화 자문 위원회의 네 명의 위원 중 한 명으로 임명되었다.
2006년부터 2010년 사이에 페이스북의 가상 선물 기능을 위한 수백 개의 64 × 64 픽셀 아이콘을 제작했다. 처음에는 2007년 발렌타인데이까지 선물 판매 수익금을 수전 G. 코멘 재단에 기부했다. "빅 키스"라는 제목의 선물 아이콘 중 하나는 맥 OS X의 일부 버전에서 사용자 계정 사진으로 사용되었다.
2007년에는 첨비 인더스트리의 정체성, 아이콘, 웹사이트와 함께 인터넷 지원 알람시계의 인터페이스를 디자인했다.
2008년부터 뉴욕 근대미술관(MoMA) 상점에서 케어의 디자인이 들어간 문구류와 노트를 판매하고 있다.
2015년에 뉴욕 근대미술관은 케어가 원래의 매킨토시 사용자 인터페이스를 위해 스케치한 노트를 소장품으로 구입했다.
2012년 8월, 케어는 《애플 대 삼성전자》 특허 침해 소송에서 애플 측 전문가 증인으로 출석했다.
2015년, 케어는 30년 만의 첫 기업 고용으로 핀터레스트의 제품 디자인 책임자로 채용되었다. 초기 애플 온라인 스토어의 전 디자인 관리자인 밥 박슬리와 함께 일하면서 핀터레스트와 1980년대 초반 애플의 다양하고 디자인 중심적인 기업 문화를 비교했다. 2021년 2월에는 나이앤틱 랩스의 디자인 아키텍트가 되었다. 2022년 현재 샌프란시스코에서 디지털 디자인 회사를 운영하면서 한정판 서명 예술 프린트를 판매하고 있다.

### 디자인 철학
케어의 디자인 원칙은 의미, 기억성, 명확성이다. "독창적이려 하지 말고 그저 좋은 것을 만들려고 노력하라"는 폴 랜드의 조언을 되새긴다. 컴퓨터 명령어를 위한 시각적 은유를 만들 때 단순성에 중점을 둔다. 그는 초보자부터 전문가까지 모든 범위의 사용자를 위해 디자인하면서, 가장 의미 있는 아이콘은 이해하기 쉽고 기억하기도 쉬워야 한다고 믿는다. 케어는 "한 번만 설명하면 잊어버리지 않는 아이콘이 성공적인 아이콘"이라고 말했다. 그는 "좋은 아이콘은 교통 표지판처럼 작동해야 한다. 불필요한 세부 사항이 적은 단순한 기호여야 더 보편적이 된다"라고 말하며 정지 표지판을 계속 현대화할 필요가 없다는 점을 지적했다. 픽셀 아트 시대와 그 이후에도 같은 철학을 적용하여 "맥락과 은유를 중시"하면서 샌프란시스코 거리에서 "매력적인 기호와 형태"에서 영감을 찾았다. 디자인이 막힐 때는 《간지 픽토그램》에서 일본 문자의 실제 기원을 보여주는 표와 《심볼 소스북》, 특히 호보 낙서에 관한 참고 자료에서 영감을 얻었다.
좋은 아이콘은 즉시 알아볼 수 있어야 한다고 생각합니다. 누군가 한 번도 본 적이 없더라도 무슨 기능인지 물어보면 이해할 수 있거나, 한 번만 설명하면 다시 볼 때 쉽게 기억날 만큼 단순해야 하죠. 모든 사람이 어떤 기호를 보고 그 기능을 한 단어로 동일하게 답하기를 바라는 건 꽤 큰 기대일 수 있습니다. 하지만 저는 그때나 지금이나 이런 것들에 대해 과학적인 접근보다는 상식적인 접근을 하는 편입니다. 이미지를 은유에 맞추는 작은 퍼즐을 푸는 것과 같죠. 아이콘이 의미 있는 속기가 되어 사용자에게 걸림돌 없는 환경을 만들어줄 때가 최고입니다. 결국, '조명 켜짐'이라는 글자보다 불이 켜진 모습의 아이콘을 보는 것을 싫어할 사람이 있을까요?
 — 수전 케어
매킨토시와 관련한 케어의 주요 목표는 기계 같지 않게 인간미를 불어넣고 "미소"를 주는 것이었다. "엔지니어와 프로그래머들의 전유물이었던 세계에 예술가의 감수성을 가져오고" "차갑고 위압적인 컴퓨터의 전형적인 이미지를 바꾸는 데 도움이 되기를" 바랐다. 그의 매킨토시 아이콘은 미술사, 특이한 도구들, 해적 전설, 일본 표어문자, 잊혀진 상형문자 등 다양한 출처에서 영감을 받았다. 맥 키보드에서 커맨드 기호에 대한 아이디어는 1960년대 스웨덴 캠프장 등에서 스칸디나비아 사람들이 문화적 관심 장소를 표시하는 데 사용한 성 한네스 십자가에서 가져왔다.
1980년대의 심각한 기술적 제약을 해결하는 과정에서 성공을 거두었는데, 모자이크, 니들포인트, 점묘화 분야의 순수 미술 경험을 크게 활용했다. 아이콘용으로 32 × 32 픽셀이 충분하다고 여기면서 "특이한 종류의 미니멀한 점묘화"를 즉흥적으로 완벽하게 구사하여 픽셀 아트의 초기 개척자가 되었다. 예를 들어, 원래의 글꼴은 글자당 9 × 7 픽셀로 제한되었지만, 수평선, 수직선, 45도 선만을 사용하여 기존 고정폭 컴퓨터 글꼴의 일반적인 톱니 모양을 해결했다. 애플의 베테랑 디자이너들은 케어가 해낼 때까지 32 × 32 픽셀만으로 개성과 정확성을 담은 인물 초상화를 만드는 것이 불가능하다고 생각했다.
1980년대 후반부터는 대상 기기와 사용자 경험의 제약을 시뮬레이션하기 위해 격자 모양의 템플릿을 사용하여 어도비 포토샵과 어도비 일러스트레이터를 사용한다. 16 × 16 픽셀 흑백 픽셀 아트를 여전히 선호한다고 말했다.

### 평가
스미소니언 연구소는 케어의 디자인 언어를 "단순하고 우아하며 익살스럽다"고 평했다. 2015년 뉴욕 근대미술관은 원래의 격자 스케치북을 포함한 케어의 아이콘 작업을 최초로 실물 전시하면서 이렇게 말했다. "맥이 그토록 혁명적인 물건이 될 수 있었던 것, 즉 가전제품이 아닌 애완동물이 되고 단순한 작업 도구가 아닌 상상력의 불꽃이 될 수 있었던 것은 목소리와 개성, 스타일, 심지어 유머 감각까지 부여한 수전의 글꼴과 아이콘 덕분이다. 체리 폭탄 어떠신가요?" 뉴욕 근대미술관은 케어를 "선구적이고 영향력 있는 컴퓨터 아이콘 디자이너로, 기능을 즉각적이고 기억하기 쉽게 재치와 스타일로 전달하는 아이콘을 디자인했다"고 평가했다. 미국 그래픽 아트 협회는 케어의 스타일을 "예술적 재주"를 가진 "익살스러운 매력과 독립적인 기질"이라고 특징짓고 2018년 4월에 메달을 수여했다. 2019년 10월에는 쿠퍼 휴이트 국립 디자인 박물관으로부터 평생 공로상인 국립 디자인상을 수상했다. 2018년 국제 여성의 날에 《미디엄》은 케어를 프로그래머 에이다 러브레이스, 컴퓨터 과학자 그레이스 호퍼, 우주인 메이 제미슨과 함께 현대 세계를 만드는 데 기여한 기술자로 인정했다.
1997년, 《I.D.》 매거진은 케어와 스티브 잡스를 포함한 영향력 있는 디자이너 40인 목록을 발표했다. 2001년 10월에는 크라이슬러 디자인상을 수상했다.

### 유산
수전 케어는 30년의 경력 동안 "인간과 기계의 상호작용의 정점"에서 일하면서 픽셀 아트와 그래픽 사용자 인터페이스의 선구자로 평가받는다.
그는 최초의 매킨토시 컴퓨터와 문서를 공동 제작하면서 애플의 선구적인 그래픽 컴퓨팅을 위한 시각 언어를 이끌었다. 애플에서 가장 잘 알려지고 오래 지속된 작업으로는 세계 최초의 가변폭 디지털 글꼴군인 시카고, 제네바, 모나코 글꼴과 올가미, 손잡이 도구, 페인트 통 등 수많은 아이콘과 인터페이스 구성 요소가 있다. 시카고는 1984년 시스템 1부터 1999년 맥 OS 9까지 클래식 맥 OS 인터페이스와 초기 4세대 아이팟 인터페이스에서 가장 두드러진 사용자 인터페이스 글꼴이었다. 이러한 누적된 작업은 매킨토시를 역사상 가장 성공적이고 기초가 되는 컴퓨팅 플랫폼 중 하나로 만드는 데 핵심이 되었다. 1980년대 애플에서의 획기적인 작업의 후손들은 현재 컴퓨팅과 인쇄 전반에서 보편적으로 볼 수 있다.
그는 수십 년 동안 마이크로소프트 윈도우, IBM OS/2, 페이스북, 핀터레스트 등 업계 거대 기업들을 통해 이러한 시각적 언어 관행을 업계 전반에 퍼뜨렸다.
케어의 아이콘 포트폴리오는 미국 국립 역사 박물관, 뉴욕 근대미술관(MoMA), 샌프란시스코 현대미술관, 뉴멕시코 자연사과학 박물관에서 실물 프린트로 전시되었다. 컬트적인 팬층을 보유하고 있으며, 디지털 포트폴리오의 대형 프린트는 개인적으로 또는 뉴욕 근대미술관에서 판매되고 있다.

## 사생활
제이 태넌바움과 결혼했으나 2011년에 이혼했다. 슬하에 세 아들을 두었다. 오빠는 항공우주 공학자 조딘 케어였다.

## 같이 보기
- GUI 위젯
- 애플 글꼴 목록

## 더 읽어보기
- Quinn, Michelle (1995년 1월 25일). “Art That Clicks: Icon designer strives for simplicity”. 《San Francisco Chronicle》.
- Penfold, Mark (2005년 9월 30일). “Design Icon: The Mac Icons”. 《Computer Arts Magazine》.